# Milan-San Remo 1991
L'édition 1991 de la course cycliste Milan-San Remo s'est déroulée le samedi 23 mars et a été remportée en solitaire par l'Italien Claudio Chiappucci.
La course disputée sur un parcours de 294 kilomètres est la première manche de la Coupe du monde de cyclisme sur route 1991.

## Classement
| #  | Coureur                  | Équipe                |    | Temps           |
| -- | ------------------------ | --------------------- | -- | --------------- |
| 1  | Claudio Chiappucci       | Carrera Jeans         | en | 6 h 56 min 36 s |
| 2  | Rolf Sørensen            | Ariostea              | +  | 45 s            |
| 3  | Eric Vanderaerden        | Buckler-Colnago-Decca |    | 57 s            |
| 4  | Djamolidine Abdoujaparov | Carrera Jeans         |    | 57 s            |
| 5  | Eddy Planckaert          | Panasonic-Sportlife   |    | 57 s            |
| 6  | Gérard Rué               | Helvetia-Commodore    |    | 57 s            |
| 7  | Phil Anderson            | Motorola              |    | 57 s            |
| 8  | Uwe Raab                 | PDM-Ultima-Concorde   |    | 57 s            |
| 9  | Johnny Weltz             | Once                  |    | 57 s            |
| 10 | Andreas Kappes           | Histor-Sigma          |    | 57 s            |